# Station Brokęcino
Station Brokęcino is een spoorwegstation in de Poolse plaats Brokęcino.